# باول كيندال
باول كيندال (بالإنجليزية: Paul Kendall)‏ هو مهندس الصوت ومهندس وموسيقي بريطاني، ولد في 18 نوفمبر 1954.

## وصلات خارجية
- باول كيندال على موقع ميوزك برينز (الإنجليزية)
- باول كيندال على موقع ديسكوغز (الإنجليزية)